# Scilla madeirensis
Scilla madeirensis (anteriormente Autonoe madeirensis) é uma espécie de planta com flor pertencente à família Asparagaceae. 
A autoridade científica da espécie é Menezes, tendo sido publicada em Brotéria, Sér. Bot. 22: 24. (1926).

## Portugal
Trata-se de uma espécie presente no território português, mais especificamente no Arquipélago da Madeira.